# Uma
Uma (arap. أمة []) je arapska reč koja označava zajednicu ili naciju. Razlikuje se od reči šaʿab (شعب) koja znači narod sa zajedničkim precima i geografijom. Prema tome, može se reći da je nadnacionalna zajednica sa zajedničkom istorijom.
To je sinonim za umma al-islāmiyya (الأمة الإسلامية = „Islamska nacija“), koji se obično koristi da označi kolektivnu zajednicu islamskih naroda. U Kur'anu umma se obično odnosi na jednu grupu koja deli zajednička verska uverenja, posebno ona koja su predmet božanskog plana spasenja. U kontekstu panislamizma i politike, reč uma se koristi da označi koncept zajednice vernika (umma al-mu'minīn (أمة المؤمنين)) i samim time čitavog islamskog sveta.

## Opšta upotreba
Reč uma se u arapskom jeziku odnosi na „narod“, tačnije na muslimanski narod sa zajedničkom ideologijom i kulturom. U Kur'anu prema reči Allaha reč uma se odnosi na muslimane. Ona se češće koristi u islamskim zemljama. Islamska uma apsolutno se odnosi na jedinstvo muslimana širom sveta. To je zajednička reč koja deli ljude na dve klase: jedni od njih su muslimani, a drugi su nemuslimani. Nemuslimani se posmatraju kao braća i sestre u pogledu svih bića, sinova Adama[potreban citat]. Islamska uma je odgovorna za poštovanje religije i zato koristi zajednici bez obzira da li je zajednica muslimanska ili nemuslimanska[potreban citat].
Pored svoje stroge verske konotacije, reč uma (أمة) se u arapskom koristi u opštem smislu „nacije“, kao al-umma wa al-šuʿūb (الأمم والشعوب = „nacije i narodi“). Arapski izraz za Ujedinjene nacije na arapskom je ạl-umma ạl-mutaḥida (الأمم المتحدة = „Ujedinjene nacije“). U islamskom smislu zajednice muslimana, reči obično prethodi arapski određen član.

## Upotreba u islamu i poreklo
Fraza umma wāḥida (أمة واحدة = „jedna zajednica“) u Kur'anu odnosi se na ceo islamski svet koji je postojao u to vreme. Kur'an kaže: „Ti [Muslimani] su najbolji narod čovečanstva, zapovedajući šta je pravedano (maʿruf, bukvalno „prepoznat [kao dobar]“) i zabranjujući šta je pogrešno (munkar, bukvalno „priznato [kao zlo]“)“ [3 : 110].
Korišćenje je dodatno pojašnjeno Ustavom iz Medine, rani dokument za koji se kaže da je nastao pregovorima Muhameda 622. godine sa vodećim klanova Medine, eksplicitno odnoseći se na jevrejske i paganske građane Medine kao pripadnika ume.

## NastanakUme
U vreme Muhameda, pre koncepcije ume, arapskim zajednicama su obično upravljala srodstva. Drugim rečima, politička ideologija Arapa centrirana je oko plemenskih sklonosti i krvnih veza. U sred jednog plemenskog društva, religija islama pojavila se i zajedno sa njom koncept ume. Uma se pojavila u skladu sa idejom da je glasnik ili prorok poslat u zajednicu. Međutim, za razliku od ranijih glasnika koji su bili poslati u različite zajednice u prošlosti (što se može naći među prorocima u Starom zavetu), Muhamedu je dat zadatak da razvije univerzalnu umu i to ne samo za Arape. Muhamedova svrha kao kurira je bila da prenese božansku poruku, i da vodi islamsku zajednicu ka spasenju. Pošto je Muhamed glasnikume, ukazuje da postoji božanska poruka, što dodatno ukazuje da Bog upravlja životnim poslovima ume. Prema tome, svrha ume treba da bude zasnovana na religiji, prateći zapovesti Božje, radije nego srodstvo.

## Upotreba ume u Kur'anu
Postoje ukupno šezdeset dva slučaja gde se termin uma se pominje u Kur'anu. Upotreba reči uma u Kur'anu gotovo uvek odnosi se na etičke, jezičke, ili verska tela ljudi koji su predmet božanskog plana spasenja. Značenje termina uma u Kur'anu izgleda da se transformiše kroz hronologiju Kur'ana. Kada se reč prvi put koristi u Kur'anu teško ju je razlikovati od pojma qawm što se može prevesti kao pleme. Kur'an priznaje da svaka uma ima glasnika koji je poslat da prenese božansku poruku zajednici i da sve ume čekaju konačnu Božju presudu. Iako značenje ume počinje sa opštom primenom reči, ona se postepeno razvija u opštu oznaku za versku zajednicu, a potom se razvija da se konkretno odnosi na muslimansku zajednicu. Pre nego što je počela isključivo da se odnosi na Muslimane, uma je obuhvatala i jevrejske i hrišćanske zajednice kao jednake sa muslimanima i odnosi se na njih kao sledbenike Knjige. Ovo je dopunjeno Ustavom iz Medine koji proglašava sve članove ume, bez obzira na religiju, pripadnicima „jedne ume“. U ovim odlomcima iz Kur'ana, uma može da se odnosi na jedinstvo čovečanstva kroz zajednička verovanja monoteističkih religija. Međutim, Deni ističe da najskorija uma koja je primila Božijeg glasnika je arapska uma. Kako su muslimani postali jači tokom boravka u Medini, arapska uma suzila na jednu umu isključivo za muslimane. Ovo je potvrđeno na resakralizacijomn Ćabe i Muhamedovom odlukom da ida na hodočašće u Meku, uz preusmeravanje molitve od Jerusalima ka Meki. Period u kome se termin umamet koristi najčešće je u okviru trećeg mekanskog perioda praćeno medinskim periodom. Široka upotreba termina tokom ova dva vremenska perioda pokazuje da je Muhamed nastojao da razvije koncept ume i da izdvoji muslimansku zajednicu. Pored toga, rani mekanski ajeti uglavnom izjednačavaju umu sa religijom, dok u medinskom periodu se odlomci iz Kur'ana odnose konkretnije na odnos umr i religije. Konačni ajeti koji se odnose na umu u Kur'anu odnosi se na muslimane kao „najbolju zajednicu“ i shodno tome dovelo je da se uma ekskluzivno povezuje za islam.

## Mekanska uma
U početku nije izgledalo da će se nova muslimanska zajednica protiviti plemenima koji su već postojali u Meki. Prvi muslimani nisu raskidali tradicionalne običaje Kurejša jer vizija za novu zajednicu uključuje moralne norme koje nisu bile nepoznate u plemenskom društvu Meke. Međutim, ono što razlikuje ovu zajednicu od plemena bio je njen fokus na moral u životu osobe.

## Medinska uma
Nakon što su Muhamed i prvi sledbenici bili prisiljeni da napuste Meku, zajednicu su pozdravili i primili Ansari u Medini, grupa pagana koji su prešli u islam. Uprkos tome što je Medina već okupirana od brojnih jevrejskih i politeističkih plemena, dolazak Muhameda i njegovih sledbenika nije izazvala nikakvu opoziciju stanovnika Medine. Po dolasku u Medinu, Muhamed osnovao Medinski ustav sa raznim plemenskim vođama u cilju formiranja mekanskih imigranata i stanovnika Medine u jednu zajednicu, umu. Umesto da ograničava članove ume na jedno pleme ili versku pripadnost kao što je bio slučaj kada se uma prvi put razvila u Meki, Medinski ustav osigurao je da je uma sastavljena od različitih ljudi i verovanja što je u suštini čini nadplemenom. Islamski istoričar, Tabari, sugeriše da su prvobitne Muhamedove namere po dolasku u Medinu bile da uspostavi džamiju, međutim to je malo verovatno. Tabari takođe tvrdi da je Muhamed prvi put održao zajedničku molitvu petakom u Medini. Molitva je održana u petak jer je petak služio kao pijačni dan u Medini kako bi se omogućilo Jevrejima da svetkuju subotu. Članstvo u umi nije ograničena na istrajnosti u muslimanskoj veri, već obuhvata sva plemena sve dok priznaju Muhameda (i njegoce sledbenike) kao zajednicu i političku ličnosti na vlasti. Ustavom iz Medine se tvrdi da su jevrejska plemena i muslimani iz Medine formirali „jednu umu“. Moguće je da je medinska uma bila čisto sekularna (u odnosu na kasnije transformacije ume u Meki) zbog raznih verovanja i prakse svojih članova. Svrha Ustava iz Medine je da podrži političke obaveze i društvene odnose između različitih plemena. Članovi medinske zajednice, iako ne potiče iz iste vere, su posvećeni jedno drugom kroz želju da brane opšte dobro zajednice. Drugim rečima, zajednica je ujedinjena da sačuva svoje zajedničke interese. Narod drugih verskih uverenja, a posebno oni koji se smatraju „Narodima Knjige“ su dobile posebnu Božiju zaštitu kroz ugovor o ḏimi. Ovim verskim grupama je garantovana bezbednost po Bogu i Muhamedu zbog njihove zajedničke verske istorije jer su bili „sledbenici Knjige“. Ḏima je služila kao neka vrsta saveza između muslimana i nemuslimana. U ranijim ḏima sporazumima, obe grupe su posmatrane kao ravnopravne u statusu i obe su bile u obavezi da pomognu onoj drugoj. Međutim, u kasnijim ugovorima, nakon što je islam stekao više snage širom Arabije, ḏima je shvaćena kao ispunjenje verskih dužnosti muslimana zajedno sa isplatom zekata.

### Medinski ustav
Medinski ustav je dokument koji je napravljen od strane proroka Muhameda kako bi regulisao socijalni i politički život u Medini. Bavi se različitim plemenskim pitanjima kao što su organizovanje i rukovodstvo plemenskih grupa koje učestvuju, ratovanje, krvavi novac, otkup zarobljenika i ratni rashodi. Na početku dokumenta se muslimani iz Kurejša (onih iz Meke) i muslimani iz Jatriba (one iz Medine) deklarišu kao uma ili jedna zajednica. Reč uma pojavljuje se ponovo kada se dokument se odnosi na ugovor sa Jevrejima i navodi se da su Jevreji uma koja postoji uz umu muslimana ili da mogu biti uključeni u istu umu kao muslimani. Dokument ipak navodi da će Jevreji koji se pridruže muslimanima da primaju pomoć i da imaju jednaka prava. Pored toga, Jevrejima će biti garantovana bezbednost od muslimana, i odobreno im je da održavaju svoju religiju kao što muslimani održavaju svoji. Ovo zaključuje da uma nije striktno verska zajednica u Medini. Ustav iz Medine nabraja razna medinska plemena koja su proizašli iz Aws i Hazraj kao i nekoliko jevrejskih plemena kojima je odobreno da zadrže svoju plemensku organizaciju i rukovodstvo. U dokumentu se takođe otkriva da svaka grupa, Muslimani i Jevreji, je odgovorna za svoje finansije, osim u vreme rata kada dele troškove.

## Povratak u Meku
Nakon pada Meke, za članstvo u umi potrebna je posvećenost islamu. Ovo se desilo kao rezultat to9ga da je islam počeo da se izdvaja ne samo iz paganstva, ali i judaizma i hrišćanstva naglašavajući model zajednice na osnovu Avrama. Članstvo u umi je sada bilo na osnovu dva glavna principa. Prvi je da slave Boga na mirul, i drugo kako bi se pravilno slavio Bog mora se biti u vođenoj zajednici.
Osnova ovoga novog društva su bili novi odnosi između ljudskih bića i Boga, i između ljudskih bića i drugih. Društvo je zajedno održao Poslanik. Zavadi među muslimanskim klanovima su zabranjeni. Muhamedova zajednica je dizajnirana da transformiše sam svet kroz delovanje u njemu.

## Spoljašnje veze
- Definicija Ume jeste jedinstvo Muslimana
- Onlajn izvor za učenje o islamu Архивирано на веб-сајту  (26. јул 2014)